# Kaple Dítěte Ježíše (Paříž)
Kaple Dítěte Ježíše (fr. Chapelle de Jésus-Enfant), též Kaple Katechismu (chapelle des Catéchismes) je katolická kaple v 7. obvodu v Paříži, v ulici Rue Las Cases. Kaple je ve správě farnosti sv. Klotyldy.

## Historie
Kaple byla postavena v letech 1878-1881 podle plánů architekta Hippolyta Destailleura (1822-1893). Stavbu inicioval abbé Hamelin, první rektor baziliky svaté Klotildy pro děti na výuku katechismu.
Dne 16. března 1956 zde pozdější pařížský starosta a francouzský prezident Jacques Chirac uzavřel sňatek s Bernadettou Chodron de Courcel.
V roce 1979 byla kaple zapsána na seznam historických památek.
V roce 1988 byly v kapli instalovány varhany z roku 1830 varhanáře Aristida Cavaillé-Colla pocházející z bývalého kláštera Billettes.

## Architektura
Kaple byla postavená ve stylu anglické novogotiky. Má polychromovanou dřevěnou valenou klenbu inspirovanou stavbou City Hall ve Westminsterském opatství. V apsidě nad oltářem se nachází sousoší z pozlaceného bronzu inspirované obrazem Fra Angelica představující korunovaci Panny Marie.